# Antonio Llopis Sancho
Antonio Llopis Sancho (Peñaflor, 1896-Sevilla, 1962) fue un escritor español.

## Biografía
Nacido el 11 de marzo de 1896 en la localidad sevillana de Peñaflor, colaboró como poeta y prosista en la prensa periódica, en publicaciones como El Liberal y El Noticiero Sevillano de Sevilla, el Diario Liberal de Córdoba, La Unión Ilustrada de Málaga, El Noticiero de Cáceres, el Heraldo de Melilla y La Publicidad de Granada. Escribió un libro de poesía bajo el título Canciones íntimas, además de dos novelas tituladas Breve y sentimental historia de un amor ya muerto y La piedra resbalosa, esta última de costumbres andaluzas. Falleció en 1962 en Sevilla.